# Cardenal Caro
Provincia Cardenal Caro är en provins i Chile.   Den ligger i regionen Región de O'Higgins, i den södra delen av landet, 160 km sydväst om huvudstaden Santiago de Chile. Antalet invånare är 39 068. Arean är 3 325 kvadratkilometer.
Terrängen i Provincia Cardenal Caro är huvudsakligen kuperad, men åt sydväst är den platt.
Provincia Cardenal Caro delas in i:

- La Estrella
- Litueche
- Marchigüe
- Navidad
- Paredones
- Pichilemu

I omgivningarna runt Provincia Cardenal Caro växer i huvudsak städsegrön lövskog. Runt Provincia Cardenal Caro är det ganska glesbefolkat, med 22 invånare per kvadratkilometer.